# Estany de les Abelletes
Estany de les Abelletes är en sjö i Andorra, på gränsen till Frankrike. Den ligger i den östra delen av landet. Estany de les Abelletes ligger 2 260 meter över havet. Den högsta punkten i närheten är 2 830 meter över havet, 1,5 kilometer sydost om Estany de les Abelletes.
Trakten runt Estany de les Abelletes består i huvudsak av kala bergstoppar och gräsmarker.